# Wirtschaftshochschule Riga

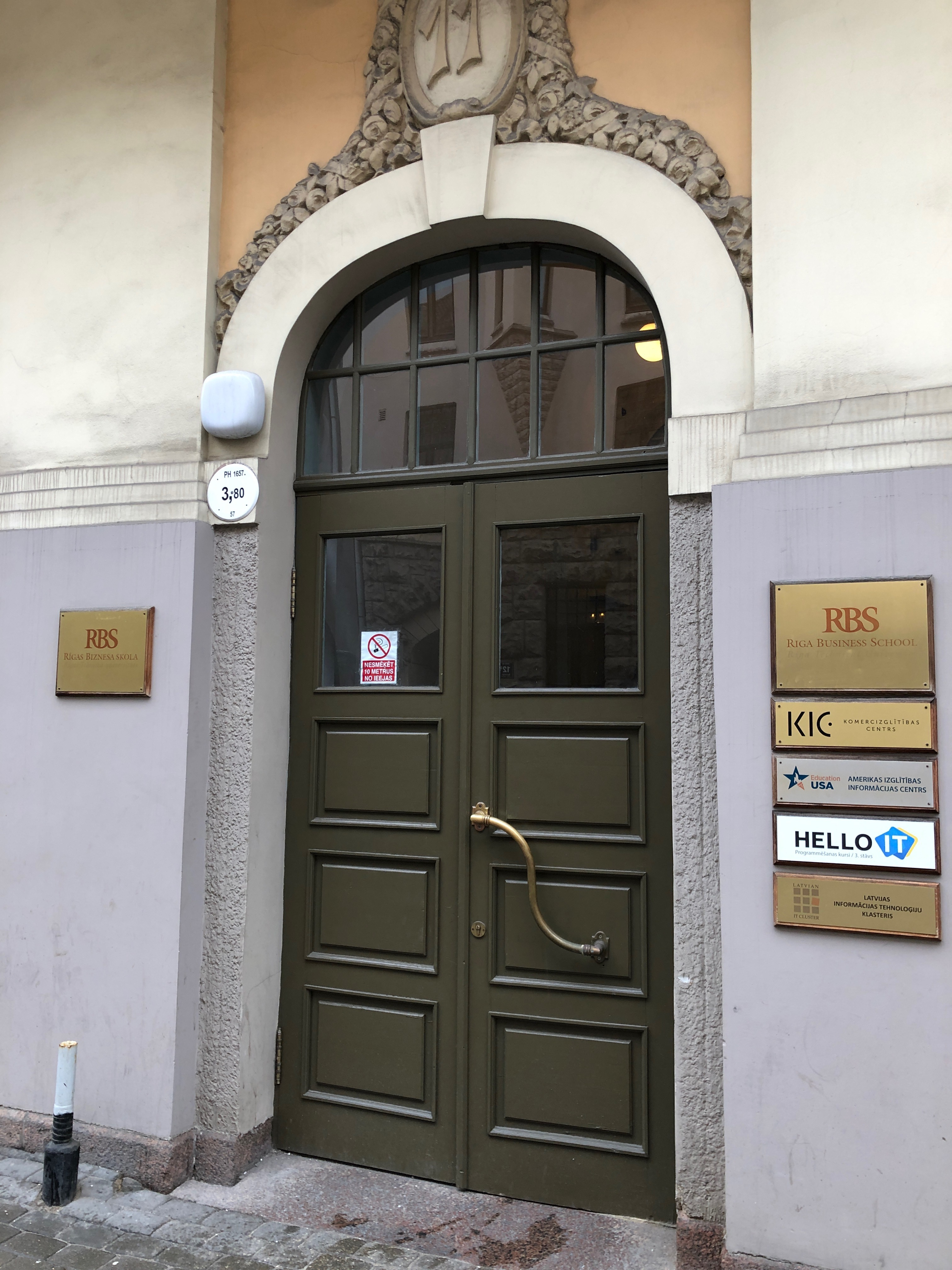
Wirtschaftshochschule Riga, Haupteingang

Die Wirtschaftshochschule Riga, Eigenschreibweise: Riga Business School (RBS), wurde 1991 in Zusammenarbeit mit der Staatlichen Universität New York in Buffalo, USA und der Universität Ottawa, Kanada gegründet und ist eine Management-Bildungseinrichtung der Technischen Universität Riga, Lettland.

## Beschreibung
Die Schule hat 1015 Absolventen. Die RBS ist die einzige Schule im Baltikum, die einen Master im nordamerikanischen Stil sowohl in den Unterrichtsstandards als auch in der Struktur anbietet, der Fallstudien, Gruppenarbeit und aktive Mitarbeit im Klassenzimmer über einen Zeitraum von mindestens zwei Jahren umfasst.

## Programme
Als erste Hochschule im Baltikum bot die RBS Master-Programme in englischer Sprache an und verlieh ihren Absolventen einen international anerkannten Abschluss in Betriebswirtschaftslehre (MBA).

### Bachelor in Betriebswirtschaftslehre
Der Lehrplan des Bachelor of Business Administration (BBA) an der Riga Business School basiert auf dem Lehrplan der BBA-Programme der norwegischen Wirtschaftsschule BI (BI Norwegian Business School) und der UB.
Der Lehrplan konzentriert sich auf grundlegende betriebswirtschaftliche Themen im Management, wie Finanzen, Wirtschaft, Methoden, Recht und Interkulturelle Kommunikation.
Dieses Programm vermittelt einen Abschluss in „International Business“ mit einem globalen Ansatz.
Dauer des Programms: 3 bis 4 Jahre (Vollzeit).

#### Abschluss/Diplom
Das Programm bietet drei Möglichkeiten:
- 3 Jahre Studium an der RBS in Riga mit einem Abschluss von der RBS an der Technischen Universität Riga;
- 2 Jahre Studium an der RBS in Riga, das dritte Jahr an der BI Norwegian Business School inklusive Doppeldiplom von der RBS und BI;
- 3 Jahre Studium an der RBS in Riga, das vierte Jahr an der State University at Buffalo School of Management (UB) inklusive Doppeldiplom von der RBS und der UB.

Die zur Auswahl stehenden Bachelor-Kurse variieren mit dem gewählten Schulmodell.

### Master in Betriebswirtschaftslehre

#### Genereller Master
In dem General MBA können Wahlpflichtfächer ausgewählt werden.
Das Programm besteht aus 15 Kursen – 9 Kern- und 6 Wahlfächern – sowie einer Masterarbeit.
- Kernkurse: Betriebswirtschaftslehre, Managementstatistik, Finanzmanagement, Marketing-Management, Finanz- und Betriebsbuchhaltung, Personalmanagement, Organisationsverhalten, Management-Informationssysteme, Strategisches Management
- Wahlfächer: Führung, Wirtschaftsrecht, Unternehmensethik, Unternehmertum, Projektleitung, Betriebs- und Servicemanagement, Marktforschung, Marketing-Kommunikation, Verbraucherverhalten, Geschäftskommunikationsfähigkeiten, Internationales Finanzmanagement, Investment und Banking, Themen im Bereich Corporate Finance, E-Business, Informationstechnologie und Strategie, Informationssicherung, Unternehmerische Finanzierung, Persönliche und berufliche Entwicklung[4]

#### Professioneller Master
Der Professional MBA an der Riga Business School ist das älteste Master-Betriebswirtschaftslehre-Programm in Lettland und richtet sich an Berufstätige, die ihre Fähigkeiten verfeinern wollen.
Dieser Master bietet den Studierenden einen Hintergrund in den Funktionsbereichen der Wirtschaft: Kernkurse sind für alle Studierenden verpflichtend, und Wahlpflichtfächer ermöglichen es den Studierenden, ihre Fähigkeiten in bestimmten Managementbereichen zu spezialisieren, und sie entsprechen ihren individuellen Interessen.
Das Programm hat einen flexiblen Zeitplan:
Unterricht findet an Werktagen von 18:00 bis 21:00 Uhr statt. Das Jahr ist aufgeteilt in 3 Abschnitte: Herbst, Frühling und Sommer. Flexibilität ist gegeben bei der Wahl zwischen 1 und 4 Kursen pro Trimester.
Studenten melden sich für Kurse an, die auf dem Semesterangebot basieren.
Abschluss:
Nach Abschluss des Masters erhalten die Studenten einen Master of Business Administration (MBA) von der Riga Business School der Technischen Universität Riga.
Die Übereinstimmung des Programms mit den nordamerikanischen MBA-Standards wird von allen Partnerinstitutionen zertifiziert und das Studentendiplom wird mit einem Anerkennungszertifikat (Certificate of Recognition) von der UB und der University of Ottawa begleitet.

#### Geschäftsführender Master
Das Executive MBA-Programm (EMBA) der Riga Business School richtet sich an Manager, die sich weiterentwickeln wollen.
Das Programm konzentriert sich auf Kernbereiche des Managements durch die Erforschung von Geschäftsentscheidungen aus der Perspektive der Führungskräfte, verwendet Fallstudien und Peer-to-Peer-Learning, um Management- und Führungspraktiken zu untersuchen.